# Pontos extremos da Rússia
Esta é a lista dos Pontos extremos da Rússia  e também das maiores elevações.
Os pontos mais meridional e mais oriental coincidem com os pontos extremos da Eurásia (ambos para a Eurásia continental como as ilhas).
Os pontos extremos da União Soviética foram identificados, exceto no caso do ponto meridional que está em Kushka, no Turcomenistão, e a maior altitude era o Pico Ismail Samani no Tadjiquistão com 7495m.
De 1799 a 1867 o ponto mais oriental do Império Russo estava localizado na América do Norte, na fronteira entre a Rússia Americana e a América do Norte Britânica. O ponto mais ocidental do império estava localizado em Pyzdry, no Congresso da Polônia de 1815 até a Frente Oriental em 1915. Kushka, que atualmente se localiza no Turcomenistão era o ponto mais meridional do Império Russo desde 1885. De novo, até à Compra do Alasca, o Monte McKinley era o ponto mais alto do Império, com uma altitude de 6194 m.
Os pontos remanescentes são os mesmos do que no tempo da União Soviética.

## Lista de pontos extremos da Rússia

### Incluindo ilhas e exclaves
- Ponto mais setentrional: Cabo Fligely, Terra de Francisco José, Distrito autonômo de Nenetsia (81°50'35N)
- Ponto mais meridional: Bazarduzu Dagi, Daguestão (41°13'14N)
- Ponto mais ocidental: Narmeln, Cordão do Vístula, Kaliningrado (19°38'E)
- Ponto mais oriental: Ilha de Ratmanov, Ilhas Diomedes, Chukotka (179°01'W)

### Rússia Continental contígua (exclui Kaliningrado)
- Ponto mais setentrional: Cabo Chelyuskin, Krai de Krasnoyarsk (77°43'N)
- Ponto mais meridional: Bazarduzu Dagi, Daguestão (41°13'14N)
- Ponto mais ocidental: perto de Lavry, Oblast de Pskov (27°19'E)
- Ponto mais oriental: Cabo Dezhnev, Chukotka (169°40'W)

### Cidades e vilas
- Cidade ou vila mais setentrional: Pevek, Chukotka (69°42'N)
- Cidade ou vila mais meridional: Derbent, Daguestão (42°04'N)
- Cidade ou vila mais ocidental: Baltiysk, Kaliningrado (19°55'E)
- Cidade ou vila mais oriental: Anadyr, Chukotka (177°30'E)

### Localidades permanentemente habitadas
- Localidade mais setentrional: Dikson (73°30'N)
- Localidade mais meridional: Kurush, Daguestão (41°16'N)
- Localidade mais ocidental: Baltiysk, Kaliningrado (19°55'E)
- Localidade mais oriental: Uelen, Chukotka (169°48'E)

## Elevações
- Ponto mais baixo: Mar Cáspio (nível): -28m
- Ponto mais alto: Monte Elbrus: 5.642m